# Streptocarpus wittei
Streptocarpus wittei är en tvåhjärtbladig växtart som beskrevs av De Wildeman. Streptocarpus wittei ingår i släktet Streptocarpus och familjen Gesneriaceae. Inga underarter finns listade i Catalogue of Life.